# Королёв, Александр Николаевич
Александр Николаевич Королёв (4 апреля 1940, Калинин — 26 апреля 2013) — конструктор систем автоматизированного проектирования изделий электронной техники, доктор технических наук, профессор, лауреат Государственной премии РФ.
Родился 4 апреля 1940 года в г. Калинине. Окончил Львовский политехнический институт (1963 радиотехнический факультет).
В 1963—1966 гг. младший научный сотрудник ЦНИИ связи Министерства обороны СССР (г. Мытищи).
В 1966—1975 в Институте радиотехники и электроники (ИРЭ) АН СССР: аспирант, младший научный сотрудник, старший научный сотрудник (Фрязинский филиал).
С 1975 г. в НПП «Исток»: начальник лаборатории в отделе 340, начальник сектора (1979), начальник научно-производственного комплекса НПК-7 (1986), с 14.10.1988 г. генеральный директор. С 2009 г. первый заместитель генерального директора — директор по научно-технической деятельности — главный конструктор ФГУП "НПП «Исток».
Главный конструктор вычислительного комплекса, в состав которого входил первый советский комплекс программируемой цифровой обработки радиолокационного сигнала. Под его непосредственным руководством создан процессор радиолокационных данных — многомашинный вычислительный комплекс на базе одноплатных ЭВМ «Электроника-81» с общей производительностью один миллион операций в секунду (1985).
Кандидат технических наук (1970), доктор технических наук (2003), профессор (2005).
Автор 133 научных работ (в том числе монографии), получил 8 патентов и авторских свидетельств на изобретения.
Главный редактор журнала «Электронная техника», серия 1, «СВЧ-техника».
Лауреат Государственной премии РФ (1999) и премии Правительства РФ. Награждён орденом Почёта (2002) и знаком «Почётный радист». Почётный гражданин города Фрязино, Почётный гражданин Московской области (2003).
Умер 26 апреля 2013 года.